# جمال‌الدین موشویچ
جمال‌الدین موشویچ (بوسنیایی: Džemaludin Mušović؛ زادهٔ ۳۰ اکتبر ۱۹۴۴) یک بازیکن و سرمربی فوتبال اهل بوسنی و هرزگوین است.
از باشگاه‌هایی که در آن بازی کرده‌است می‌توان به استاندارد لیژ، باشگاه فوتبال سارایوو، والنسین و باشگاه فوتبال هایدوک اسپلیت اشاره کرد.
وی همچنین در تیم ملی فوتبال یوگسلاوی بازی کرده‌است.